# Kleverige schorsmycena
De kleverige schorsmycena (Mycena clavularis) is een schimmel behorend tot de familie Mycenaceae. Hij leeft saprotroof op schors van levende loofhoutstammen en verterend loofhout, vooral op esdoorns (Acer), populieren (Populus) en wilgen (Salix). Vruchtlichamen zijn aanwezig van herfst tot vroege winter.

## Kenmerken

### Uiterlijke kenmerken
Hoed
De hoed heeft een diameter van 2-7 mm. De vorm is aanvankelijk halfrond, parabolisch of convexe, daarna afgeplat, ondiep gegroefd, semi-transparant gestreept, plakkerig als het nat is. Het is bedekt met een gemakkelijk te scheiden hoedhuid. Het oppervlak is harig, glanzend, grijs en grijswit aan de rand.
Lamellen
De lamellen rijken met 7-12 in aantal tot aan de stengel. De lamellen zijn vrij breed, in kleur variërend van wit tot grijsachtig. De hebben een witte lamelsnede.
Steel
De steel heeft een lengte van 5–10 mm en een dikte van 0,2–0,5 mm. De steel is enigszins flexibel, cilindrisch, iets breder aan de basis, recht of gebogen. Het oppervlak is glanzend (behalve de basis), harig, wit tot grijsachtig van kleur, meestal donkerder aan de onderkant. De basis groeit uit een klein, wit en harig schild met een diameter van 1 à 2 mm
Vlees
Het vlees ruikt naar stikstof, soms vaag.

### Microscopische kenmerken
De basidia zijn 22,5–30 × 13,5–18 µm, breed knotsvormig, viersporig, met sterigmata tot 9 µm lang. De sporen zijn 8–11 × 6,5–11 µm, bolvormig of eivormig, soms driehoekig van omtrek, glad, amyloïde. De cheilocystidia zijn 10–22 × 5–13 µm, knotsvormig, met vrij weinig gebogen gezwellen 10–22 (–33) × 0,5–1,5 µm, soms moeilijk te vinden, zeer wazig. De pleurocystidia zijn afwezig. De structuur van het trama is regelmatig, in Melzers reagens is het bruinachtig. Hyfen tot 1–4 µm breed, vertakt en verweven, ingebed in een gelatineuze massa. Hyfen in de cuticula van de steel, 1,5–4,5 µm breed, glad. Caulocystidia tot 125 µm lang en 2-5 µm breed, met een min of meer gezwollen basis en een breedte bereikend van 6-9 µm, gesepteerd, soms vertakt. Er zijn geen gespen aanwezig.

## Verspreiding
De kleverige schorsmycena komt voor in Noord-Amerika, enkele Europese landen en Marokko. In Nederland komt hij vrij algemeen voor. Hij staat op de rode lijst in de categorie 'Bedreigd'.